# Maggi (merk)

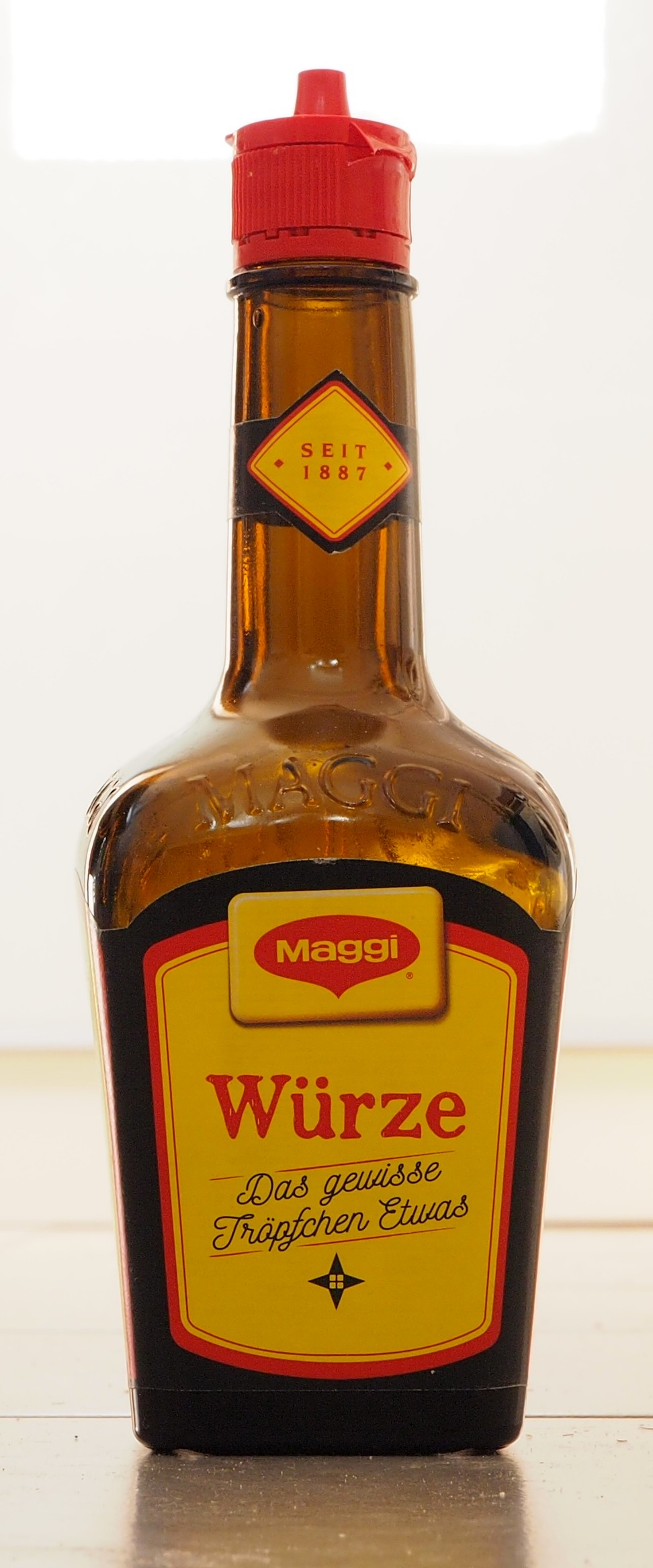
Een fles aroma van Maggi

Maggi is een merk van kant-en-klare soep, bouillon, bouillonblokjes, ketchup, sauzen en noedels. Het merk is sinds 1947 onderdeel van Nestlé.
Het woord Maggi is in het Nederlands tevens een algemene naam voor 'soep aroma’s' geworden. Dit wordt 'merkverwatering' genoemd.

## Geschiedenis
Het bedrijf J. Maggi & Cie. werd in 1872 opgericht en daarmee ook de merknaam Maggi in Zwitserland door Julius Maggi. Hij wilde via het merk de arbeidersklasse voorzien van voedsel met hoge voedingswaarde. In 1886 ontwikkelde hij de eerste kant-en-klaar soepen waarvan het peulvruchtenpoeder naast smaakstoffen een belangrijk ingrediënt vormde. Datzelfde jaar lanceerde hij het Maggi-aroma in het bruine flesje met de lange hals. Dit product werd zo populair dat de kruidenplant lavas, die een soortgelijke geur heeft, in de volksmond Maggi-kruid ging heten, ook al is deze plant helemaal geen bestanddeel van het aroma. In 1890 werd het bedrijf een naamloze vennootschap onder de bedrijfsnaam Fabrik von Maggis Nahrungsmitteln. 
In 1897 richtte Julius Maggi het bedrijf Maggi GmbH op in de Duitse stad Singen en dit was het begin van de productie en verkoop buiten Zwitserland. In 1908 volgde het eerste bouillonblokje, destijds “maggiblokje” genaamd. In 1912 werd het bedrijf geherstructureerd, er kwam een holdingmaatschappij Allgemeine Maggi-Gesellschaft AG. De naam werd in 1934 gewijzigd in AG Alimentana. In het gebroken boekjaar dat eindigde op 31 maart 1938 realiseerde AG Alimentana een nettowinst van 5,9 miljoen Zwitserse frank. In de Tweede Wereldoorlog was de Duitse dochteronderneming Maggi GmbH een belangrijke voedselproducent in Duitsland en een belangrijke leverancier aan het Duitse leger.
Na de oorlog stortte de Duitse markt in en raakte het bedrijf in de problemen. Carl Julius Abegg, hij zat in de raad van bestuur van Maggi en Nestlé, bracht beide bedrijven bij elkaar hetgeen leidde tot de overname door Nestlé in 1947.

## Productie in Nederland
In Nederland werd vanaf 1897 Maggi geïmporteerd door Paul Horn, vanaf 1912 Paul Horn & Co. In 1925 werd de bedrijfsnaam omgedoopt tot Fabriek voor Maggi's Voedingsmiddelen. Deze firma verliet toen de Raamgracht te Amsterdam voor een kantoor met opslagruimte aan de Haarlemmerweg, tot dan toe in gebruik bij Electrotechnisch bureau Groeneveld & van der Pol, eveneens in Amsterdam. Paul Horn vertrok in 1930. Maggi liet het gebouw in 1933/1934 ombouwen tot Maggifabriek Amsterdam voor het merk Maggi geopend aan de Haarlemmerweg. 
Nadat Maggi was overgenomen door Nestlé, werd in 1959 de condensfabriek Koninklijke Hollandia overgenomen door Nestlé, die in 1971 een aardappelpureefabriek in Venray liet bouwen. De aardappelpuree werd vervolgens verkocht onder het merk Maggi.
In 1994 werd de productielocatie in Amsterdam verplaatst naar de fabriek in Venray, de aroma productie was al eerder verplaatst naar Duitsland en Zwitserland. Sinds 2005 is de productie van Maggi in Nederland volledig gestaakt, de fabriek in Venray werd overgenomen door Aviko-Rixona en verdween het merk Maggi van de aardappelpuree verpakking..